# Змія (геральдика)
 Змія є  негеральдичною фігурою у  геральдиці.
Вона вважається символом безсмертя і вічного життя, будучи неодмінним атрибутом  святих. Наприклад, Св. Бенедикт з чашкою отрути і змією, має як атрибут цю тварину.
Загальну популярність здобув посох Асклепія. Він являє собою символ лікаря. Дві змії обвиваються навколо  кадуцея, символу торгівлі. Змія як міфологічна тварина має дуже багато граней в культурі, кіно, літературі і в багатьох інших галузях і потрапляння до геральдики є наслідком цього.
Вона не зображує конкретний вид змій у природі. В гербі використовується стилізована змія, яка відповідає геральдичним бажанням носія герба. Вона може бути увінчана короною, мати гострий у вигляді стріли або роздвоєний язик, може бути скрученою у вузол або обвитою навколо інших гербових фігур. Популярне також зміїне кільце, при якому тварина хапається за власний хвіст. У цьому положенні вона символізує безсмертя і вічне життя. Вогняна змія Аспид є символом ковалів. Певного розташування на гербі, як у інших гербових фігур, немає. Можливі всі геральдичні кольори, необхідно тільки дотримуватися встановлених правил.
На деяких гербах змія схожа на казкову тварину. Її зображують при цьому із задніми ногами лева, що відповідає більше ліндворму. Змія може бути також крилатою, як на гербі  Лукаса Кранаха. Змію також охоче поміщають у дзьоб іншим гербовим фігурам, наприклад лелеці.

## Медична емблема

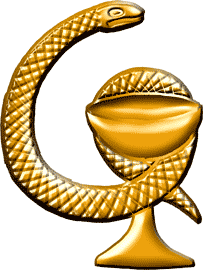
Емблема військових медиків РККА, 1936

Чаша зі змією є найпоширенішою медичної емблемою. Довгий час деякі історики науки трактували символ медицини — змію, що обвиває чашу, — як твердження цілющих властивостей зміїної отрути. Зокрема, російський дослідник П. Є. Заблудовський вважає, що зображення чаші поруч зі змією з'явилося на рубежі нашої ери і означає посудину, де зберігалася зміїна отрута. Однак, за даними академіка Павловського, таке зображення з'явилося лише в XVI столітті завдяки знаменитому лікарю Парацельсу, який вперше запропонував подібне поєднання.
Істинне значення цієї емблеми залишається спірним. Можливо, що вона уособлює собою лікувальні властивості зміїної отрути, що так широко використовувалася у медицині, і означає посудину, де зберігалася зміїна отрута. Змія ж символізує мудрість, знання, безсмертя і взагалі всі добрі начатки.
Перші зображення чаші зі змією відносять до 800–600 рр. до н. е. Змія і чаша зображувалися окремо і були атрибутами в основному богинь здоров'я  Гігіей і  Салути. Зображення  амфори або чаші, оповитої змією, з'явилися набагато пізніше. В античному світі емблемою медицини була не отруйна змія, а нешкідливий вуж. Відома емблема медицини у вигляді треножника Аполлона, оповитого змією.

## Приклади

Шляхетський герб Вуж
Шляхетський герб Вужик
Шляхетський герб Дзюлі
Герб роду Вісконті
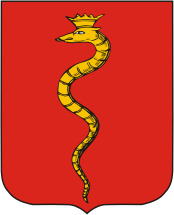
Герб Змієва (Україна)
Герб Євпаторії (Україна)
Герб Отвоцька (Польща)
Герб міста Шланген (Німеччина)
Герб Дахау (Німеччина)
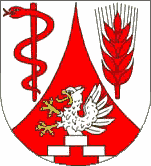
Герб Карлсбурга (Німеччина)
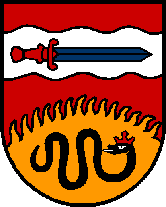
Герб Дірсбаха (Німеччина)
Герб Гарсу (Німеччина)
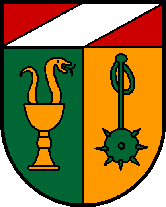
Герб Петтенбаха (Австрія)
Герб Гааги (Нідерланди)
Герб Мартиніки (заморський департамент Франції)
Герб Монтеск'є-Вольвестра (Франція)
Герб К'євелона (Франція)
Герба Гараду (країна світу Дж. Р. Р. Толкіна)